# Bundesautobahn 215
De Bundesautobahn 215 (kortweg A215) is een Duitse autosnelweg in de deelstaat Sleeswijk-Holstein die een verbinding vormt tussen Kiel en de westelijker gelegen A7 bij Bordesholm. De weg is volledig vierbaans en aan beide zijden voorzien van een vluchtstrook.
Bij het Dreieck Bordesholm is het alleen mogelijk om vanuit de richting Hamburg op de A215 te komen, verkeer uit het noorden kan dus niet gebruikmaken van de A215. Verkeer uit de richting Flensburg dat richting Kiel moet kan vanaf Rendsburg gebruikmaken van de A210. De A215 en A210 komen vervolgens vlak voor Kiel bij elkaar.
Opmerkelijk is dat bij het oprijden van de A215 uit de richting Hamburg de kilometrering begint bij 2,1. Dit terwijl de kilometrering in de richting Hamburg eindigt bij 0,0. Dit komt doordat de westelijke baan van de A215 voor ongeveer 2 kilometer parallel loopt aan de A7.